# Tour de contrôle de l'aéroport Ben Gourion
La Tour de contrôle de l'Aéroport Ben Gourion est un gratte-ciel construit à Lod dans l'agglomération de Tel Aviv en Israël de 2012 à 2014.
Elle mesure 100 mètres de hauteur sur 18 étages.
Elle abrite la Tour de contrôle de l'Aéroport Ben Gourion et des bureaux
Sa structure de type hyperboloide est très rare parmi les gratte-ciel.
C'est la plus haute construction de Lod
L'architecte est l'agence israélienne Pelleg Architects